# Firefly (marka samochodów)

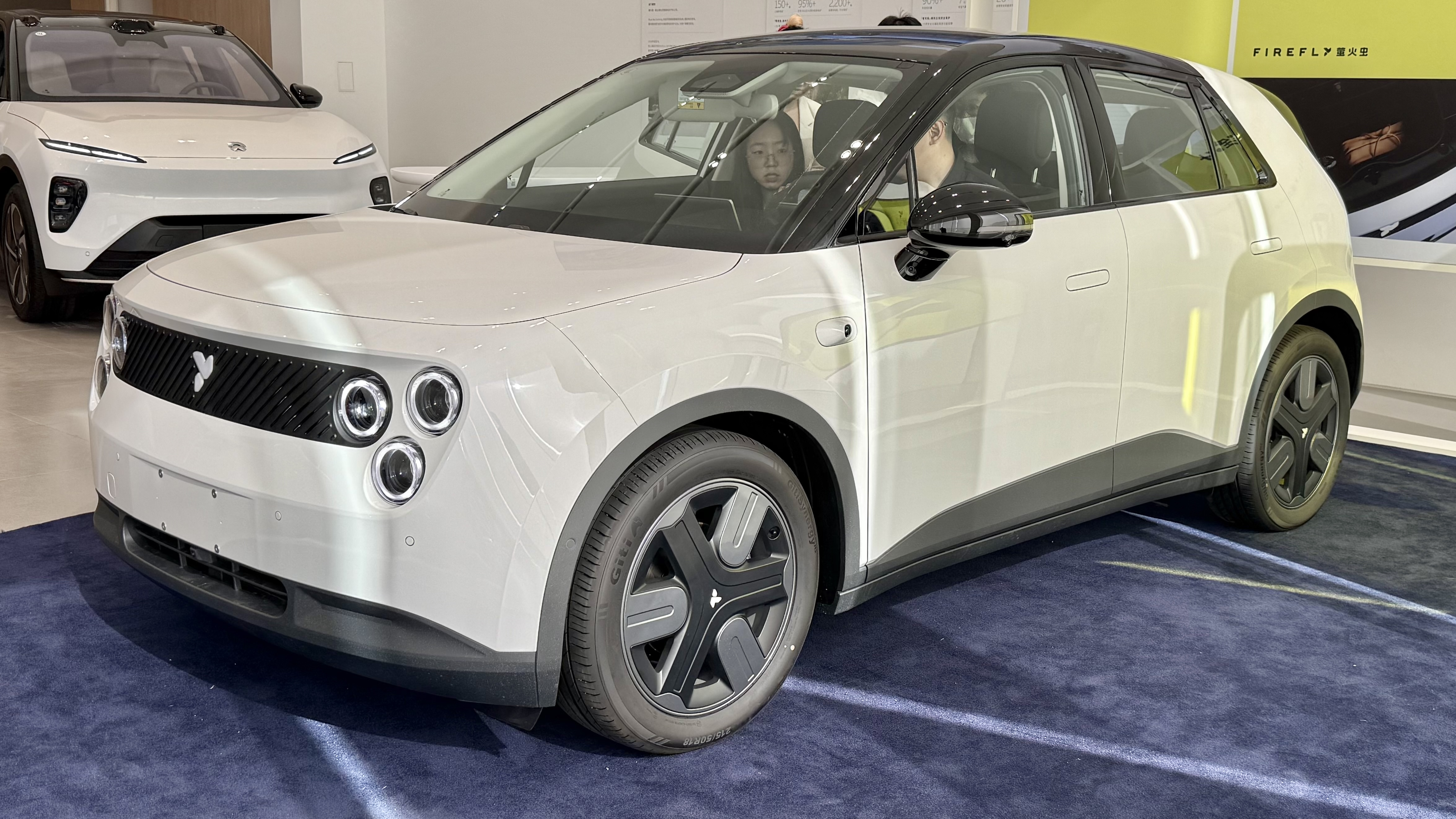
Firefly EV

Firefly (chiń. upr. 萤火虫) – marka samochodów elektrycznych z siedzibą w Szanghaju, działająca od 2024 roku. Należy do chińskiego koncernu NIO.

## Historia
Marka Firefly miała swój oficjalny debiut w Chinach 21 grudnia 2024 r. podczas firmowego wydarzenia Nio Day 2024. Marka Firefly, która powstała jako marka małych, wysokiej klasy samochodów elektrycznych, jest skierowana do Europy, a marka została opisana przez dyrektora generalnego Nio Williama Li jako rywala europejskich marek małych samochodów premium, takich jak Smart i Mini. Po wprowadzeniu na rynek chiński i zbliżającym się debiucie w Europie w drugim kwartale 2025 r. marka będzie ostatecznie sprzedawana na rynkach Ameryki Łacińskiejn i Azji Południowo-Wschodniejn. Początkowo Nio planowało wprowadzenie Firefly na rynek europejski przed wprowadzeniem go do Chin, ale jako przyczynę opóźnienia wprowadzono cła w Europie.
Podczas wydarzenia Nio Day 2024 były dyrektor generalny SAIC-GM Daniel Jin został ogłoszony prezesem marki Firefly.

## Modele samochodów

### Obecnie produkowane
EV